# Italija na Pesmi Evrovizije
Italija je na Pesmi Evrovizije redno nastopala med letoma 1956 in 1997. Je ena od sedmih držav, ki so nastopile že na prvem izboru. Od leta 1997 zaradi nezanimanja italijanske televizije RAI več ne nastopa na izboru. Italija je požela tri evrovizijske zmage, in sicer v letih 1964 in 1990 ter 2021. 31. decembra 2010 je bilo potrjeno, da se leta 2011 Italija vrača na Pesem Evrovizije po 13 letih odsotnosti. 
Leta 2020 je bila pesem Evrovizije odpovedana. 
Leta 2021 je v Rotterdamu osvojila svojo tretjo zmago z rock skupino Maneskin. Naslednje leto 2022 je tekmovanje gostila v mestu Turin, vodili so ga Laura Pausini, Alessandro Cattelan in Mika.

## Odsotnosti
- V letih 1981 in 1982 zaradi pomanjkanja zanimanja v državi;[2]
- Leta 1986 zaradi odločitve televizije RAI;
- Med letoma 1994 in 1996, ko je RAI zopet navedla kot razlog pomanjkanje zanimanja na sami televiziji in med italijanskim občinstvom.

## Predstavniki
| Leto | Izvajalec                   | Naslov                             | Uvrstitev       | Točke           |
| ---- | --------------------------- | ---------------------------------- | --------------- | --------------- |
| 1956 | Franca Raimondi             | »Aprite le finestre«               | NA              | NA              |
| 1956 | Tonina Torrielli            | »Amami se vuoi«                    | NA              | NA              |
| 1957 | Nunzio Gallo                | »Corde della mia chitarra«         | 6.              | 7               |
| 1958 | Domenico Modugno            | »Nel blu, dipinto di blu (Volare)« | 3.              | 13              |
| 1959 | Domenico Modugno            | »Piove (Ciao, ciao bambina)«       | 6.              | 11              |
| 1960 | Renato Rascel               | »Romantica«                        | 8.              | 5               |
| 1961 | Betty Curtis                | »Al di là«                         | 5.              | 12              |
| 1962 | Claudio Villa               | »Addio, addio«                     | 9.              | 3               |
| 1963 | Emilio Pericoli             | »Uno per tutte«                    | 3.              | 37              |
| 1964 | Gigliola Cinquetti          | »Non ho l'età«                     | 1.              | 49              |
| 1965 | Bobby Solo                  | »Se piangi, se ridi«               | 5.              | 15              |
| 1966 | Domenico Modugno            | »Dio, come ti amo«                 | 17.             | 0               |
| 1967 | Claudio Villa               | »Non andare più lontano«           | 11.             | 4               |
| 1968 | Sergio Endrigo              | »Marianne«                         | 10.             | 7               |
| 1969 | Iva Zanicchi                | »Due grosse lacrime bianche«       | 13.             | 5               |
| 1970 | Gianni Morandi              | »Occhi di ragazza«                 | 8.              | 5               |
| 1971 | Massimo Ranieri             | »L'amore è un attimo«              | 5.              | 91              |
| 1972 | Nicola di Bari              | »I giorni dell'arcobaleno«         | 6.              | 92              |
| 1973 | Massimo Ranieri             | »Chi sarà«                         | 13.             | 74              |
| 1974 | Gigliola Cinquetti          | »Sì«                               | 2.              | 18              |
| 1975 | Wess in Dori Ghezzi         | »Era«                              | 3.              | 115             |
| 1976 | Al Bano in Romina Power     | »We'll Live It All Again«          | 7.              | 69              |
| 1977 | Mia Martini                 | »Libera«                           | 13.             | 33              |
| 1978 | Ricchi e Poveri             | »Questo amore«                     | 12.             | 53              |
| 1979 | Matia Bazar                 | »Raggio di luna«                   | 15.             | 27              |
| 1980 | Alan Sorrenti               | »Non so che darei«                 | 6.              | 87              |
| 1983 | Riccardo Fogli              | »Per Lucia«                        | 11.             | 41              |
| 1984 | Alice in Franco Battiato    | »I treni di Tozeur«                | 5.              | 70              |
| 1985 | Al Bano in Romina Power     | »Magic Oh Magic«                   | 7.              | 78              |
| 1987 | Umberto Tozzi in Raf        | »Gente di mare«                    | 3.              | 103             |
| 1988 | Luca Barbarossa             | »Vivo (Ti scrivo)«                 | 12.             | 52              |
| 1989 | Anna Oxa in Fausto Leali    | »Avrei voluto«                     | 9.              | 56              |
| 1990 | Toto Cutugno                | »Insieme: 1992«                    | 1.              | 149             |
| 1991 | Peppino di Capri            | »Comme è ddoce 'o mare«            | 7.              | 89              |
| 1992 | Mia Martini                 | »Rapsodia«                         | 4.              | 111             |
| 1993 | Enrico Ruggeri              | »Sole d'Europa«                    | 12.             | 45              |
| 1997 | Jalisse                     | »Fiumi di parole«                  | 4.              | 114             |
| 2011 | Raphael Gualazzi            | »Madness of Love«                  | 2.              | 189             |
| 2012 | Nina Zilli                  | »L'amore è femmina (Out of love)«  | 9.              | 101             |
| 2013 | Marco Mengoni               | »L'essenziale«                     | 7.              | 126             |
| 2014 | Emma Marrone                | »La mia città«                     | 21              | 33              |
| 2015 | Il Volo                     | »Grande Amore«                     | 3.              | 292             |
| 2016 | Francesca Michielin         | »No Degree of Separation«          | 16              | 124             |
| 2017 | Francesco Gabbani           | »Occidentali's Karma«              | 6.              | 334             |
| 2018 | Ermal Meta in Fabrizio Moro | »Non Mi Avete Fatto Niente«        | 5.              | 308             |
| 2019 | Mahmood                     | »Soldi«                            | 2.              | 472             |
| 2020 | Diodato                     | »Fai rumore«                       | Festival odpade | Festival odpade |
| 2021 | Måneskin                    | »Zitti e buoni«                    | 1.              | 524             |
| 2022 | Mahmood in Blanco           | »Brividi«                          | 6.              | 268             |
| 2023 | Marco Mengoni               | »Due Vite«                         | 4.              | 350             |
| 2024 | Angelina Mango              | »La noia«                          | 7.              | 268             |
| 2025 | Lucio Corsi                 | »Volevo essere un duro«            | 5.              | 256             |